# Regnellidium
Regnellidium é um género monotípico de pteridófitos da família Marsileaceae cuja única espécie extante, Regnellidium diphyllum, tem distribuição natural restrita ao sueste do Brasil e região adjacente da Argentina.

## Descrição
Apresenta semelhanças morfológicas com as espécies do género Marsilea, mas apresenta folhas com apenas dois lobos (e não os quatro de Marsilea).  A espécie é por vezes utilizada em aquários e é a única espécie conhecida de pteridófito que produz um látex.
Uma espécie fóssil, a que foi atribuído o nome específico Regnellidium upatoiensis, foi encontrada em depósitos do Cretáceo no leste dos Estados Unidos.